# Münsterplatz (Bonn)

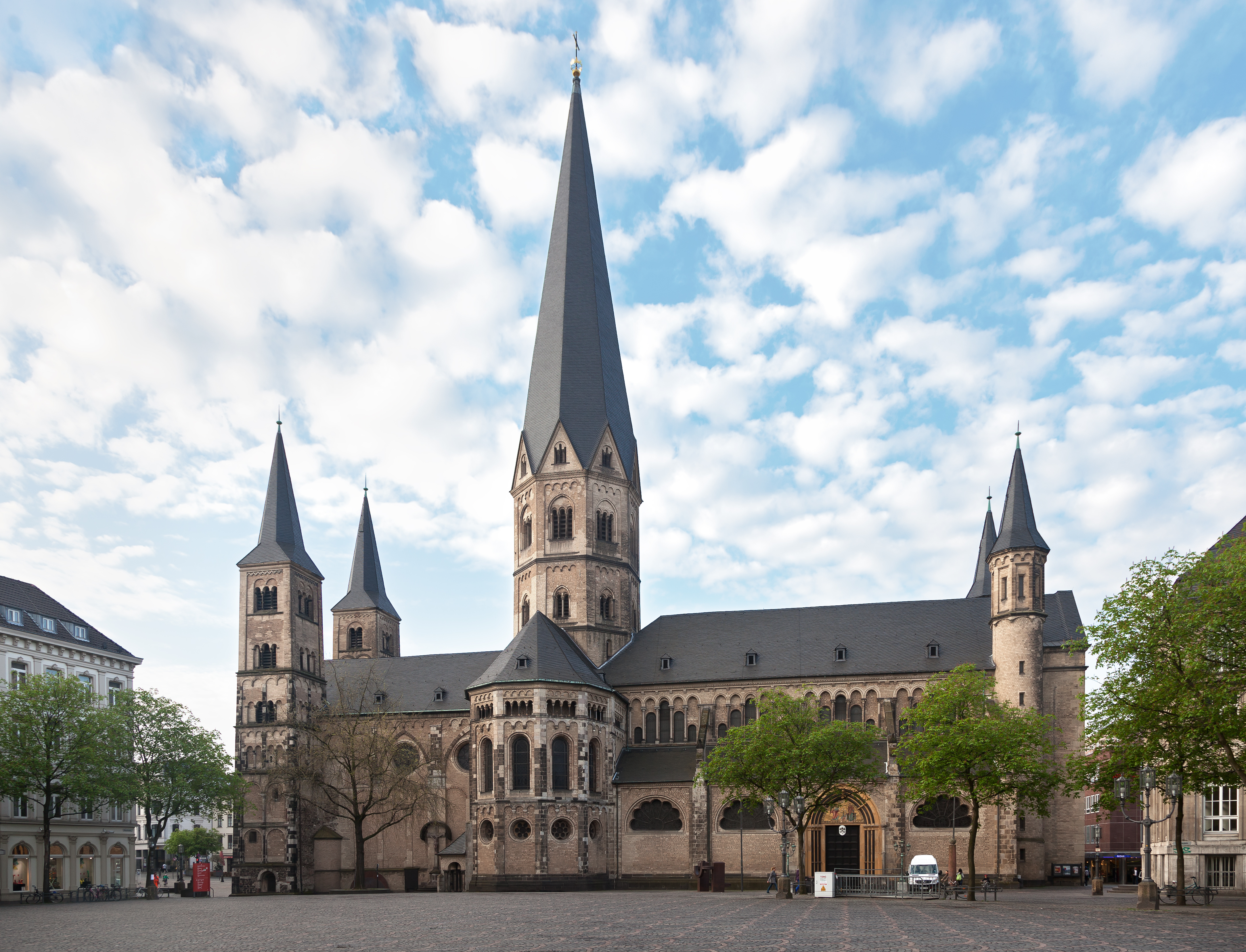
Blick vom Münsterplatz auf das Münster

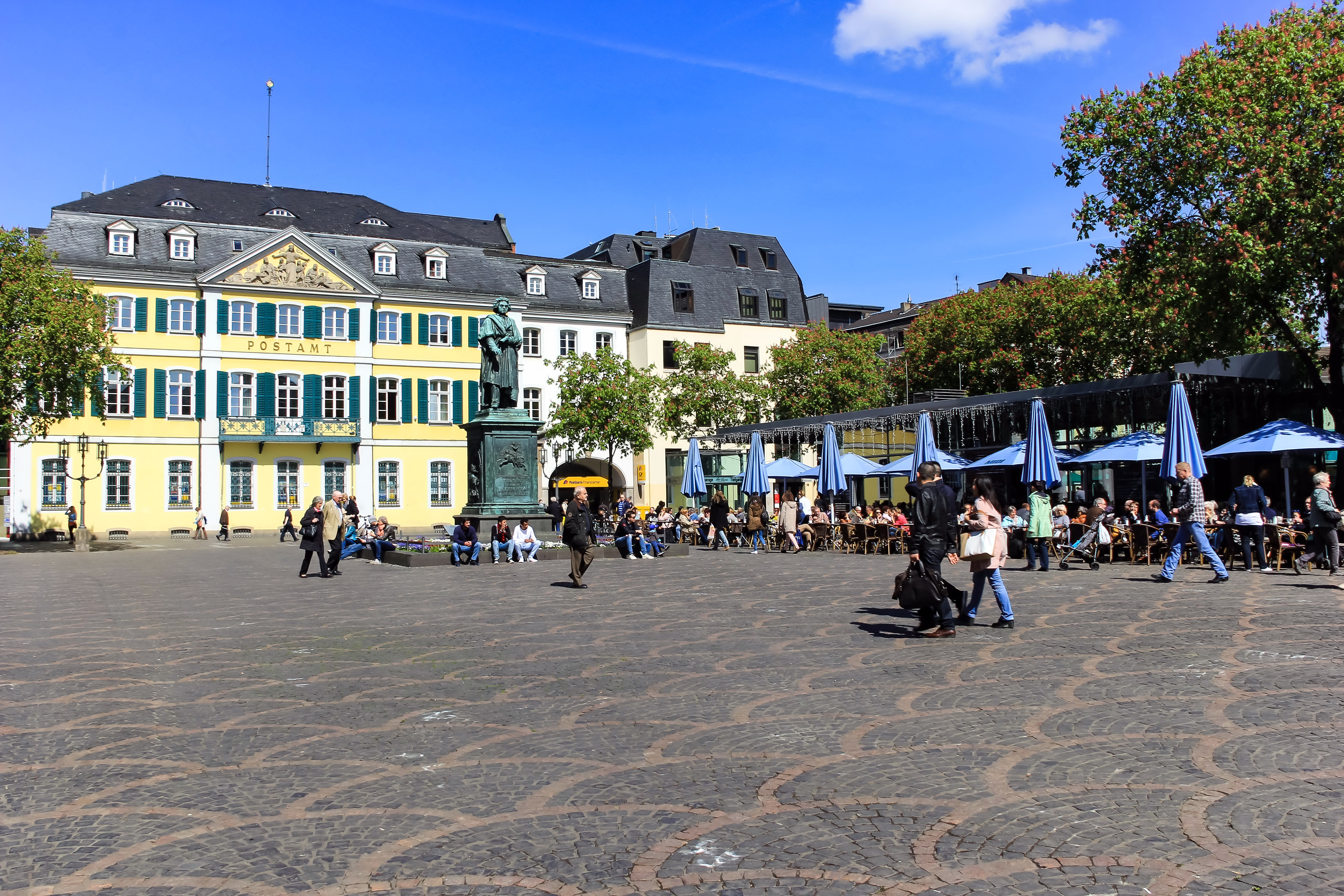
Blick über den Münsterplatz zum ehemaligen Hauptpostamt, rechts der Milchpavillon

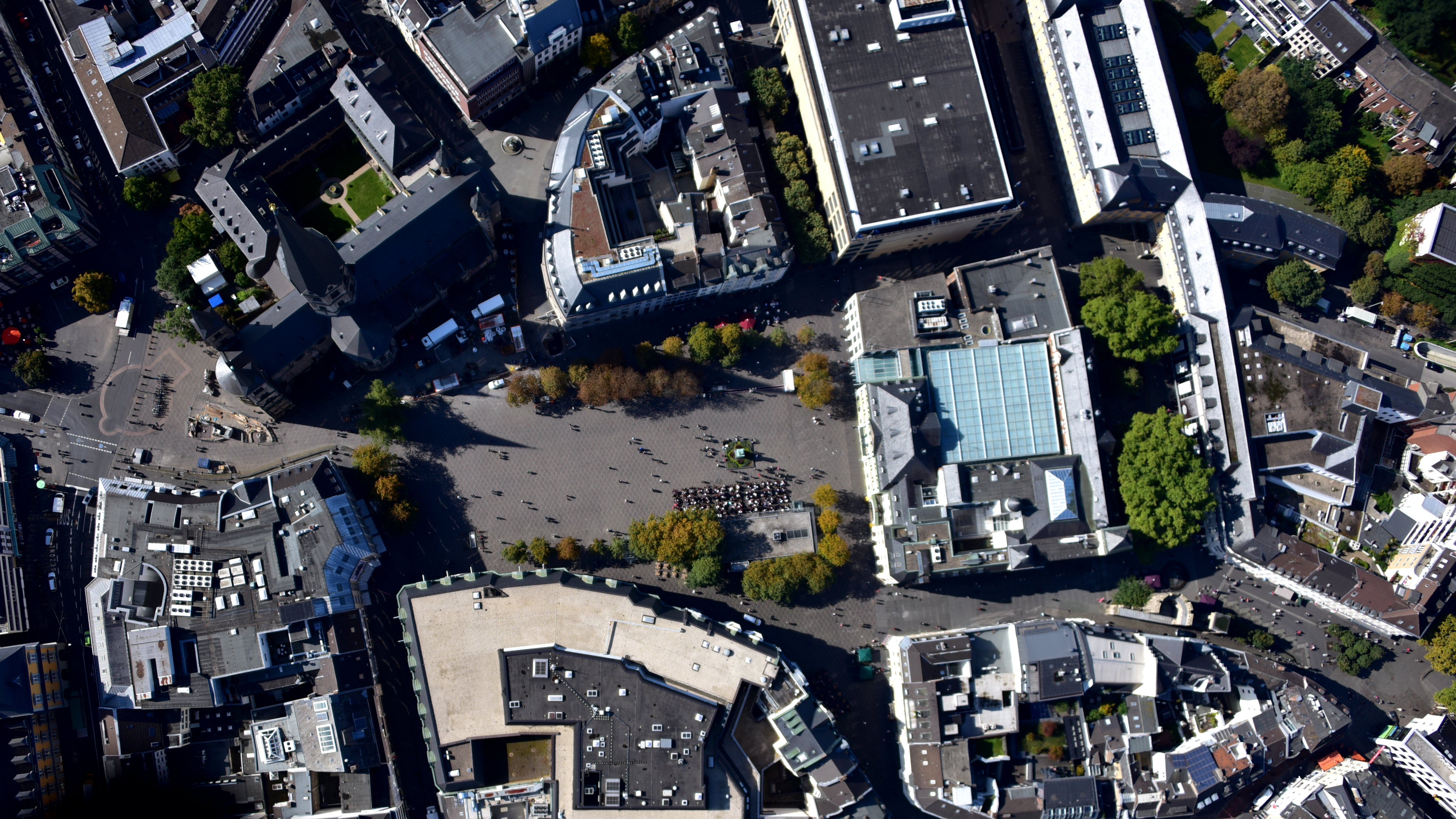
Münsterplatz, Luftaufnahme (2017)

Der Münsterplatz ist ein Platz in der Bonner Innenstadt. Er liegt nordwestlich des Bonner Münsters und ist vom Hauptbahnhof über die Poststraße zu erreichen. Neben dem Friedensplatz und dem Bonner Marktplatz gehört er zu den größten drei Plätzen der Bonner Fußgängerzone. Südlich an den Münsterplatz schließt sich der Martinsplatz an. Der Münsterplatz ist Austragungsort mehrerer Feste und Veranstaltungen wie des Bonner Weihnachtsmarkts. Am Münsterplatz befinden sich viele historische Gebäude, besonders zu erwähnen ist hier das ehemalige Hauptpostamt. Vor diesem steht das berühmte Bonner Beethovendenkmal. Außerdem ist der Münsterplatz Standort mehrerer Einkaufshäuser wie Galeria Kaufhof (erbaut 1960–1964; 1979 Fassadenneubau), TK Maxx und SinnLeffers.
Der heutige Name des Platzes ist seit 1719 nachweisbar, zuvor wurde er seit dem Mittelalter als „Aufm Hof“ oder „Aufm großen Hof“ bezeichnet. Im Frühjahr 1963 wurde mit dem Bau der Tiefgarage unter dem Münsterplatz begonnen und anschließend bis Mai 1967 nach überarbeiteten Plänen des Bonner Architekten Hans Spoelgen der oberirdische Platz neugestaltet. Im April 1979 wurde der Platz mit Inbetriebnahme einer neuen Einfahrt der nun unterirdisch verbundenen Tiefgaragen unter dem Münsterplatz und dem Mülheimer Platz autofrei. Ein gastronomischen Zwecken dienender, bis dahin hölzerner „Milchpavillon“ auf dem Münsterplatz wurde beim Bau der Tiefgarage durch einen Neubau ersetzt; der heutige Pavillon entstand nach Abriss des alten im Jahre 2006.